# Damien Guillon
Damien Guillon (Rennes, 1981) is een Franse contratenor. Hij is vooral bekend van zijn interpretatie van barokmuziek, met name de vocale composities van Johann Sebastian Bach, Georg Friedrich Händel en John Dowland.

## Biografische schets
Damien Guillon kreeg vanaf zijn achtste jaar een muziek- en zangopleiding bij het jongenskoor Maîtrise de Bretagne in zijn geboorteplaats Rennes. Daar begon hij als jongenssopraan en, nadat hij de baard in de keel kreeg, als bariton. Toen er bij een concert door ziekte een tekort was aan sopranen, probeerde Damien zijn hoge stem weer uit. Hoewel hij de hoogste noten niet meer haalde, kon hij zonder problemen als alt meezingen en zo ontdekte hij zijn vermogen om hoog te zingen. Zijn muzikale interesse omvatte ook het orgel, later studeerde hij ook basso continuo en klavecimbel, studies die hij aan het conservatorium van Boulogne-Billancourt afrondde met een eerste prijs. Van jongs af aan interesseerde hij zich bovendien voor directie. Van 1998 tot 2001 studeerde Damien Guillon onder leiding van Olivier Schneebeli aan het Centre de Musique Baroque de Versailles. In 2004 verhuisde hij naar Bazel om zijn zangopleiding te vervolmaken bij Andreas Scholl aan de gerenommeerde Schola Cantorum Basiliensis.

## Carrière
Guillon treedt thans op als solist in heel Europa met verschillende in Oude Muziek gespecialiseerde ensembles. Hij werkt veel samen met het Collegium Vocale Gent van Philippe Herreweghe en het Bach Collegium Japan van Masaaki Suzuki, met wie hij ook cd's opnam, onder meer met cantates van Johann Sebastian Bach. Hij is daarnaast een regelmatige gast bij festivals voor oude muziek, waaronder het Franse Festival de Saintes.
Damien Guillon was te zien in diverse operaproducties, onder andere Athalia van Händel onder leiding van Paul McCreesh in Ambronay, Teseo, eveneens van Händel, in de opera van Nice, Il Ritorno d'Ulisse in Patria van Monteverdi onder leiding van Philippe Pierlot in de Muntschouwburg in Brussel, Il Sant'Alessio van Landi met William Christie en Les Arts Florissants, Händel's Giulio Cesare in Caen en Händel's Rinaldo in het Edinburgh Festival in 2009.
Sinds 2009 is Damien Guillon leider van het barokensemble Le Banquet Celeste. Ook bij andere gezelschappen treedt Guillon regelmatig op als dirigent.
In 2010 was hij met Philippe Herreweghe en Collegium Vocale Gent in Keulen te horen in de altaria's van de Matthäus-Passion van Bach, een concert dat door de Duitse tv-zender 3sat werd uitgezonden. In 2014 zong hij dezelfde rol onder leiding van dezelfde dirigent in onder andere het Lincoln Center in New York, het Palau de la Musica in Barcelona en het Koninklijk Concertgebouw in Amsterdam. Naar aanleiding van dat laatste optreden was hij op donderdag 10 april te horen in het Nederlandse tv-programma De Wereld Draait Door, onder andere met de aria Erbarme dich, mein Gott.

## Discografie

### Solo recitals
- J.S. Bach: Cantatas (BWV 35, BWV 170) en Trio (BWV 527). Maude Gratton. Le Banquet Celeste (2012)
- John Dowland: Lute songs. Eric Bellocq (2012)

### Opera
- Stefano Landi: La Morte d'Orfeo - in de rol van Fosforo.